# Harungana madagascariensis
Harungana madagascariensis is een plantensoort uit de hertshooifamilie (Hypericaceae). De soort is inheems in Afrika. De soort staat op de Rode Lijst van de IUCN geklasseerd als 'niet bedreigd'.

## Uiterlijke kenmerken
Harungana madagascariensis groeit als een struik of boom.  Het bereikt meestal een hoogte tussen de 4 en 7 meter, maar kan een lengte van 25 meter bereiken. De takken ontspringen vanuit een hoekige, gevorkte stam. De schors is kastanjebruin gekleurd, vertoont meestal verticale scheuren en laat makkelijk los. Wanneer de bast is losgetrokken, verschijnt de oranje boomsap. Hierdoor kan de plant eenvoudig worden gedetermineerd.
De ovale bladeren groeien in een tegenoverstaande bladstand. Ze meten 6 tot 20 bij 3 tot 10 centimeter en hebben duidelijk zichtbare nerven. De bovenzijde is glanzend en de fluwelige onderzijde is bedekt met haartjes. 
De bloemen zijn tweeslachtig en worden vijf à zes millimeter groot. Ze zijn wit of crèmewit en ruiken enigszins naar amandelen. De kelkbladen zijn bedekt met donkere roodbruine vlekjes. De ronde, harde vruchten hebben een diameter van ongeveer drie millimeter. In het begin zijn ze groenoranje, maar na rijping worden ze rood. In Madagaskar vormen ze een belangrijke bron van voedsel voor veel beschermde diersoorten, waaronder de vari (Varecia variegata).

## Verspreiding
Harungana madagascariensis is een inheemse plant in een groot deel van het Afrikaanse vasteland. Hij komt voor in Gambia, Guinee, Sierra Leone, Liberia, Zuid-Mali, Ivoorkust, Ghana, Togo, Benin, Nigeria, Kameroen, de Centraal-Afrikaanse Republiek, Zaïre, Zuid-Soedan, Oeganda, Rwanda, Burundi, Kenia, Tanzania, Zambia, Zimbabwe, Malawi, Mozambique, Angola en Zuid-Afrika. Ook komt de plant voor op een aantal Afrikaanse eilanden, namelijk Madagaskar, Mauritius, Réunion, Bioko, Sao Tomé, Zanzibar en Pemba. In Australië is de soort geïntroduceerd.
Harungana madagascariensis groeit in tropische en subtropische wouden en savannen, tot op een hoogte van 1600 meter boven zeeniveau. Hij komt met name vaak voor aan bosranden en langs rivieroevers. Dankzij het grote aanpassingsvermogen van de plant is hij veel te vinden in gedegradeerde regenwouden. In ontboste gebieden behoort hij vaak tot de eerste pionierplanten.

## Toepassingen
Door de hoekige, gevorkte stam is Harungana madagascariensis niet interessant voor de commerciële houtkap. De plant kent echter een verscheidenheid aan andere toepassingen. De vruchten worden rauw gegeten of verwerkt in cider. Het oranje sap uit de stam wordt gebruikt als kleurstof voor textiel of om schurft en lintworm te behandelen. Ook andere plantendelen worden toegepast in de Afrikaanse volksgeneeskunst. Een afkooksel van de schors wordt gebruikt als middel tegen malaria en geelzucht. De bladeren worden toegepast bij bloedingen, diarree, keelpijn, hoofdpijn, koorts en astma. 